# Alessio Casimirri
Alessio Casimirri (Roma, 2 d'agost de 1951) és un activista polític italià, exmilitant del grup armat Brigades Roges, que des de 1983 viu a Nicaragua, on 5 anys després es va nacionalitzar com a nicaragüenc. Se l'acusa d'haver participat en el segrest i posterior assassinat del primer ministre italià Aldo Moro.

## Trajectòria
Va néixer a Roma l'any 1951, fill de Maria Ermanzia Labella, ciutadana vaticana, i de Luciano Casimirri, militar durant la Segona Guerra Mundial a Cefalònia, Grècia, i que posteriorment va ser cap de premsa de L'Osservatore Romano, el diari del Vaticà.
Després de militar a Potere Operaio i altres organitzacions d'esquerra, va ingressar a les Brigades Roges on va conèixer a la seva futura esposa Rita Algranati. El 16 de març de 1978, Casimirri va participar en el segrest del primer ministre italià Aldo Moro, que posteriorment va ser assassinat, per la qual cosa va ser condemnat en absència a presó perpètua. El 1980 va deixar la militància a les Brigades Roges i, subseqüentment, es va exiliar a Nicaragua, després d'estar un temps a Líbia i Cuba. Al país centreamericà es va convertir en instructor de l'Exèrcit Popular Sandinista (EPS), juntament amb altres expatriats italians; va obrir un restaurant a Managua, anomenat Mágica Roma i, anys després, un altre restaurant, La cueva del Buzo, a la mateixa ciutat, el qual va ser assaltat per lladres el 5 d'abril de 2014.